# Croton megalocarpoides
Croton megalocarpoides là một loài thực vật có hoa trong họ Đại kích. Loài này được Friis & M.G.Gilbert mô tả khoa học đầu tiên năm 1984.